# Станарі (громада)
Станарі (босн. Stanari, серб. кир.: Станари) — наймолодша громада Боснії та Герцеговини, розташована в регіоні Добой Республіки Сербської. Адміністративний центр — село Станарі. 
Згідно з переписом населення у Боснії та Герцеговині 2013 року, 13 населених пунктів, із яких роком пізніше було утворено громаду Станарі, входили до складу міста Добой і за підсумковими даними по Республіці Сербській, виданими Республіканським статистичним управлінням Республіки Сербської, там проживало 6 958 осіб.

## Історія
Муніципалітет із такою назвою існував і в комуністичній Югославії до 1958 року. До тодішньої громади Станарі належали також населені пункти Тисоваць і Лєскове Воде, які після повторного утворення цієї громади залишились у складі міста Добой, а також населені пункти Поповичі та Кулаші, що нині у межах міста Прнявор.
9 вересня 2014 депутати Національної скупщини Республіки Сербської одноголосно ухвалили закон про заснування громади Станарі у складі 13 сіл: Брестово, Драгаловці, Єланьська, Лєб, Митровичі, Осредак, Остружня Доня, Остружня Горня, Радня Доня, Рашковці, Станарі, Цвртковці та Церовиця.

## Населення
| Національність      | 2013  | 1991            |
| серби               |       | 9.606 (85,48 %) |
| хорвати             |       | 1.162 (10,34 %) |
| мусульмани/босняки  |       | 8 (0,07 %)      |
| югослави            |       | 250 (2,22 %)    |
| інші та невизначені |       | 212 (1,89 %)    |
| усього              | 6.958 | 11.238          |